# Saison 2016-2017 des Grizzlies de Memphis
La saison 2016-2017 des Grizzlies de Memphis est la 22e saison de la franchise en National Basketball Association (NBA) et la 16e saison dans la ville de Memphis.

## Draft
| Tour | Choix | Joueur          | Poste | Nationalité | Provenance               |
| ---- | ----- | --------------- | ----- | ----------- | ------------------------ |
| 1    | 17    | Wade Baldwin IV | PG    | États-Unis  | Commodores de Vanderbilt |
| 2    | 57    | Wang Zhelin     | C     | Chine       | Fujian                   |

## Summer League
| Summer League Total: 2-3 |

| Match | Date match | Équipe              | Score    | Meilleur marqueur    | Meilleur rebondeur  | Meilleur passeur    | Lieux Spectateurs    | Série |
| ----- | ---------- | ------------------- | -------- | -------------------- | ------------------- | ------------------- | -------------------- | ----- |
| 1     | 8 juillet  | NBA D-League Select | V 99-79  | Andrew Harrison (23) | Jonathan Holmes (9) | Andrew Harrison (4) | Thomas & Mack Center | 1 - 0 |
| 2     | 9 juillet  | Denver              | D 62-106 | Wade Baldwin IV (10) | 4 joueurs (4)       | Andrew Harrison (3) | Cox Pavilion         | 1 - 1 |
| 3     | 11 juillet | Milwaukee           | V 85-81  | D. J. Stephens (21)  | Jonathan Holmes (9) | Andrew Harrison (6) | Cox Pavilion         | 2 - 1 |
| 4     | 14 juillet | Minnesota           | D 85-89  | Levi Randolph (26)   | Vincent Hunter (10) | Wade Baldwin IV (3) | Thomas & Mack Center | 2 - 2 |
| 5     | 15 juillet | Atlanta             | D 79-89  | Vincent Hunter (18)  | Vincent Hunter (8)  | Andrew Harrison (5) | Cox Pavilion         | 2 - 3 |

## Pré-saison
| Pré-saison Total: 4-2 (Domicile : 2-1 ; Extérieur : 2-1) |

| Match | Date match | Équipe          | Score           | Meilleur marqueur    | Meilleur rebondeur  | Meilleur passeur     | Lieux Spectateurs       | Série |
| ----- | ---------- | --------------- | --------------- | -------------------- | ------------------- | -------------------- | ----------------------- | ----- |
| 1     | 3 octobre  | Orlando         | V 102-97        | Wade Baldwin IV (15) | James Ennis (5)     | Andrew Harrison (6)  | FedExForum 18 119       | 1 - 0 |
| 2     | 6 octobre  | Atlanta         | D 83-104        | Troy Williams (15)   | D. J. Stephens (8)  | Wade Baldwin IV (4)  | FedExForum              | 1 - 1 |
| 3     | 11 octobre | Philadelphie    | V 121-91        | Troy Williams (22)   | JaMychal Green (11) | Mike Conley, Jr. (6) | FedExForum              | 2 - 1 |
| 4     | 13 octobre | @ Oklahoma City | V 110-94        | Marc Gasol (21)      | Zach Randolph (8)   | Mike Conley, Jr. (7) | Chesapeake Energy Arena | 3 - 1 |
| 5     | 15 octobre | @ Houston       | V 134-125 (OT2) | Troy Williams (23)   | Vincent Hunter (10) | Mike Conley, Jr. (7) | Target Center           | 4 - 1 |
| 6     | 19 octobre | @ Minnesota     | D 94-101        | Wayne Selden (17)    | Zach Randolph (9)   | Chris Crawford (3)   | Toyota Center           | 4 - 2 |

## Saison régulière
| Saison régulière Total: 43-39 (Domicile : 24-17 ; Extérieur : 19-22) |

| Match | Date match | Équipe     | Score          | Meilleur marqueur     | Meilleur rebondeur | Meilleur passeur      | Lieux Spectateurs     | Série |
| ----- | ---------- | ---------- | -------------- | --------------------- | ------------------ | --------------------- | --------------------- | ----- |
| 1     | 26 octobre | Minnesota  | V 102-98       | Mike Conley, Jr. (24) | Zach Randolph (11) | Wade Baldwin IV (6)   | FedExForum            | 1 - 0 |
| 2     | 29 octobre | @ New York | D 104-111      | Marc Gasol (20)       | Zach Randolph (9)  | Mike Conley, Jr. (5)  | Madison Square Garden | 1 - 1 |
| 3     | 30 octobre | Washington | V 112-103 (OT) | Mike Conley, Jr. (24) | James Ennis (12)   | Mike Conley, Jr. (12) | FedExForum            | 2 - 1 |

| Match | Date match   | Équipe           | Score          | Meilleur marqueur     | Meilleur rebondeur  | Meilleur passeur      | Lieux Spectateurs         | Série  |
| ----- | ------------ | ---------------- | -------------- | --------------------- | ------------------- | --------------------- | ------------------------- | ------ |
| 4     | 1er novembre | @ Minnesota      | D 80-116       | Deyonta Davis (17)    | Deyonta Davis (6)   | Andrew Harrison (5)   | Target Center             | 2 - 2  |
| 5     | 2 novembre   | New Orleans      | V 89-83 (OT)   | JaMychal Green (21)   | Marc Gasol (10)     | Marc Gasol (6)        | FedExForum                | 3 - 2  |
| 6     | 4 novembre   | L. A. Clippers   | D 88-99        | Mike Conley, Jr. (30) | James Ennis (11)    | Mike Conley, Jr. (10) | FedExForum                | 3 - 3  |
| 7     | 6 novembre   | Portland         | D 94-100       | Marc Gasol (21)       | JaMychal Green (8)  | Mike Conley, Jr. (7)  | FedExForum                | 3 - 4  |
| 8     | 8 novembre   | Denver           | V 108-107      | Vince Carter (20)     | Zach Randolph (8)   | Mike Conley, Jr. (7)  | FedExForum                | 4 - 4  |
| 9     | 12 novembre  | @ Milwaukee      | D 96-106       | Marc Gasol (18)       | Zach Randolph (7)   | Marc Gasol (6)        | BMO Harris Bradley Center | 4 - 5  |
| 10    | 14 novembre  | @ Utah           | V 102-96       | Marc Gasol (22)       | Zach Randolph (10)  | Mike Conley, Jr. (7)  | Vivint Smart Home Arena   | 5 - 5  |
| 11    | 16 novembre  | @ L. A. Clippers | V 111-107      | Mike Conley, Jr. (30) | JaMychal Green (10) | Mike Conley, Jr. (8)  | Staples Center            | 6 - 5  |
| 12    | 18 novembre  | @ Dallas         | V 80-64        | Chandler Parsons (12) | JaMychal Green (12) | James Ennis (4)       | American Airlines Center  | 7 - 5  |
| 13    | 19 novembre  | Minnesota        | V 93-71        | JaMychal Green (19)   | JaMychal Green (8)  | JaMychal Green (7)    | FedExForum                | 8 - 5  |
| 14    | 21 novembre  | @ Charlotte      | V 105-90       | Mike Conley, Jr. (31) | Green, Gasol (8)    | Marc Gasol (9)        | Time Warner Cable Arena   | 9 - 5  |
| 15    | 23 novembre  | @ Philadelphie   | V 104-99 (OT2) | Marc Gasol (27)       | JaMychal Green (11) | Mike Conley, Jr. (9)  | Wells Fargo Center        | 10 - 5 |
| 16    | 25 novembre  | Miami            | D 81-90        | Mike Conley, Jr. (16) | Jarell Martin (12)  | Andrew Harrison (7)   | FedExForum                | 10 - 6 |
| 17    | 26 novembre  | @ Miami          | V 110-107      | Marc Gasol (28)       | Tony Allen (8)      | Mike Conley, Jr. (7)  | American Airlines Arena   | 11 - 6 |
| 18    | 28 novembre  | Charlotte        | D 85-104       | Marc Gasol (19)       | Jarell Martin (12)  | Mike Conley, Jr. (5)  | FedExForum                | 11 - 7 |
| 19    | 30 novembre  | @ Toronto        | D 105-120      | Andrew Harrison (21)  | Marc Gasol (8)      | Andrew Harrison (4)   | Air Canada Centre         | 11 - 8 |

| Match | Date match   | Équipe        | Score           | Meilleur marqueur     | Meilleur rebondeur   | Meilleur passeur      | Lieux Spectateurs      | Série   |
| ----- | ------------ | ------------- | --------------- | --------------------- | -------------------- | --------------------- | ---------------------- | ------- |
| 20    | 1er décembre | Orlando       | V 95-94         | Marc Gasol (25)       | Jarell Martin (10)   | Andrew Harrison (8)   | FedExForum             | 12 - 8  |
| 21    | 3 décembre   | L. A. Lakers  | V 103-100       | Troy Daniels (31)     | JaMychal Green (13)  | Wade Baldwin IV (9)   | FedExForum             | 13 - 8  |
| 22    | 5 décembre   | @ New Orleans | V 110-108 (OT2) | Troy Daniels (29)     | JaMychal Green (15)  | Marc Gasol (11)       | Smoothie King Center   | 14 - 8  |
| 23    | 6 décembre   | Philadelphie  | V 96-91         | Marc Gasol (26)       | Zach Randolph (14)   | Andrew Harrison (4)   | FedExForum             | 15 - 8  |
| 24    | 8 décembre   | Portland      | V 88-86         | Marc Gasol (36)       | JaMychal Green (18)  | Harrison, Douglas (3) | FedExForum             | 16 - 8  |
| 25    | 10 décembre  | Golden State  | V 110-89        | Allen, Gasol (19)     | JaMychal Green (10)  | Marc Gasol (6)        | FedExForum             | 17 - 8  |
| 26    | 13 décembre  | @ Cleveland   | D 86-103        | Zach Randolph (18)    | Jarell Martin (10)   | Harrison, Carter (4)  | Quicken Loans Arena    | 17 - 9  |
| 27    | 14 décembre  | Cleveland     | V 93-85         | Troy Daniels (20)     | Marc Gasol (11)      | Toney Douglas (5)     | FedExForum             | 18 - 9  |
| 28    | 16 décembre  | Sacramento    | D 92-96         | Marc Gasol (20)       | Allen, Randolph (9)  | Mike Conley, Jr. (6)  | FedExForum             | 18 - 10 |
| 29    | 18 décembre  | Utah          | D 73-82         | Mike Conley, Jr. (14) | Green, Randolph (11) | Gasol, Conley (4)     | FedExForum             | 18 - 11 |
| 30    | 20 décembre  | Boston        | D 109-112 (OT)  | Gasol, Daniels (24)   | JaMychal Green (12)  | Mike Conley, Jr. (8)  | FedExForum             | 18 - 12 |
| 31    | 21 décembre  | @ Détroit     | V 98-86         | Marc Gasol (38)       | JaMychal Green (9)   | Andrew Harrison (6)   | Palace of Auburn Hills | 19 - 12 |
| 32    | 23 décembre  | Houston       | V 115-109       | Mike Conley, Jr. (24) | Trois joueurs (5)    | Andrew Harrison (6)   | FedExForum             | 20 - 12 |
| 33    | 26 décembre  | @ Orlando     | D 102-112       | Mike Conley, Jr. (17) | Jarell Martin (8)    | Mike Conley, Jr. (4)  | Amway Center           | 20 - 13 |
| 34    | 27 décembre  | @ Boston      | D 103-113       | Marc Gasol (26)       | Zach Randolph (10)   | Marc Gasol (9)        | TD Garden              | 20 - 14 |
| 35    | 29 décembre  | Oklahoma City | V 114-80        | Marc Gasol (25)       | Tony Allen (9)       | Carter, Baldwin (4)   | FedExForum             | 21 - 14 |
| 36    | 31 décembre  | @ Sacramento  | V 112-98        | Mike Conley, Jr. (22) | Mike Conley, Jr. (8) | Andrew Harrison (6)   | Golden 1 Center        | 22 - 14 |

| Match | Date match | Équipe           | Score          | Meilleur marqueur     | Meilleur rebondeur   | Meilleur passeur      | Lieux Spectateurs          | Série   |
| ----- | ---------- | ---------------- | -------------- | --------------------- | -------------------- | --------------------- | -------------------------- | ------- |
| 37    | 3 janvier  | @ L. A. Lakers   | D 102-116      | Marc Gasol (22)       | Zach Randolph (9)    | Marc Gasol (7)        | Staples Center             | 22 - 15 |
| 38    | 4 janvier  | @ L. A. Clippers | D 106-115      | Marc Gasol (23)       | Conley, Carter (7)   | Mike Conley, Jr. (12) | Staples Center             | 22 - 16 |
| 39    | 6 janvier  | @ Golden State   | V 128-119 (OT) | Conley, Randolph (27) | Tony Allen (12)      | Mike Conley, Jr. (12) | Oracle Arena               | 23 - 16 |
| 40    | 8 janvier  | Utah             | V 88-79        | Mike Conley, Jr. (19) | Zach Randolph (11)   | Mike Conley, Jr. (9)  | FedExForum                 | 24 - 16 |
| 41    | 11 janvier | @ Oklahoma City  | D 95-103       | Mike Conley, Jr. (22) | JaMychal Green (10)  | Marc Gasol (7)        | Chesapeake Energy Arena    | 24 - 17 |
| 42    | 13 janvier | @ Houston        | V 110-105      | Tony Allen (22)       | Zach Randolph (12)   | Mike Conley, Jr. (9)  | Toyota Center              | 25 - 17 |
| 43    | 15 janvier | Chicago          | D 104-108      | Mike Conley, Jr. (28) | Zach Randolph (16)   | Mike Conley, Jr. (8)  | FedExForum                 | 25 - 18 |
| 44    | 18 janvier | @ Washington     | D 101-104      | Marc Gasol (28)       | JaMychal Green (13)  | Marc Gasol (7)        | Verizon Center             | 25 - 19 |
| 45    | 20 janvier | Sacramento       | V 107-91       | Marc Gasol (28)       | Allen, Randolph (10) | Mike Conley, Jr. (8)  | FedExForum                 | 26 - 19 |
| 46    | 21 janvier | Houston          | D 95-119       | Marc Gasol (32)       | JaMychal Green (9)   | Mike Conley, Jr. (6)  | FedExForum                 | 26 - 20 |
| 47    | 25 janvier | Toronto          | V 101-99       | Marc Gasol (42)       | Tony Allen (11)      | Mike Conley, Jr. (5)  | FedExForum                 | 27 - 20 |
| 48    | 27 janvier | @ Portland       | D 109-112      | Marc Gasol (32)       | Zach Randolph (13)   | Mike Conley, Jr. (10) | Moda Center                | 27 - 21 |
| 49    | 28 janvier | @ Utah           | V 102-95       | Zach Randolph (28)    | Zach Randolph (9)    | Marc Gasol (5)        | Vivint Smart Home Arena    | 28 - 21 |
| 50    | 30 janvier | @ Phoenix        | V 116-95       | Mike Conley, Jr. (38) | JaMychal Green (8)   | Mike Conley, Jr. (9)  | Talking Stick Resort Arena | 29 - 21 |

| Match               | Date match  | Équipe          | Score     | Meilleur marqueur     | Meilleur rebondeur  | Meilleur passeur     | Lieux Spectateurs       | Série   |
| ------------------- | ----------- | --------------- | --------- | --------------------- | ------------------- | -------------------- | ----------------------- | ------- |
| 51                  | 1er février | @ Denver        | V 119-99  | Marc Gasol (24)       | JaMychal Green (8)  | Harrison, Carter (6) | Pepsi Center            | 30 - 21 |
| 52                  | 3 février   | @ Oklahoma City | D 102-114 | Marc Gasol (31)       | Zach Randolph (10)  | Marc Gasol (8)       | Chesapeake Energy Arena | 30 - 22 |
| 53                  | 4 février   | @ Minnesota     | V 107-99  | JaMychal Green (29)   | Zach Randolph (10)  | Mike Conley, Jr. (8) | Target Center           | 31 - 22 |
| 54                  | 6 février   | San Antonio     | V 89-74   | Gasol, Randolph (15)  | Marc Gasol (8)      | Mike Conley, Jr. (9) | FedExForum              | 32 - 22 |
| 55                  | 8 février   | Phoenix         | V 110-91  | Mike Conley, Jr. (23) | JaMychal Green (10) | Chandler Parsons (7) | FedExForum              | 33 - 22 |
| 56                  | 10 février  | Golden State    | D 107-122 | Mike Conley, Jr. (20) | Zach Randolph (13)  | Mike Conley, Jr. (9) | FedExForum              | 33 - 23 |
| 57                  | 13 février  | @ Brooklyn      | V 112-103 | Mike Conley, Jr. (32) | Marc Gasol (9)      | Marc Gasol (8)       | Barclays Center         | 34 - 23 |
| 58                  | 15 février  | New Orleans     | D 91-95   | Mike Conley, Jr. (17) | Marc Gasol (12)     | Marc Gasol (9)       | FedExForum              | 34 - 24 |
| All-Star Break 2017 |             |                 |           |                       |                     |                      |                         |         |
| 59                  | 24 février  | @ Indiana       | D 92-102  | Troy Daniels (13)     | Zach Randolph (8)   | Mike Conley, Jr. (7) | Bankers Life Fieldhouse | 34 - 25 |
| 60                  | 26 février  | @ Denver        | V 105-98  | Mike Conley, Jr. (31) | Zach Randolph (11)  | Marc Gasol (6)       | Pepsi Center            | 35 - 25 |
| 61                  | 28 février  | Phoenix         | V 130-112 | Mike Conley, Jr. (29) | Zach Randolph (8)   | Mike Conley, Jr. (8) | FedExForum              | 36 - 25 |

| Match | Date match | Équipe         | Score     | Meilleur marqueur       | Meilleur rebondeur        | Meilleur passeur       | Lieux Spectateurs        | Série   |
| ----- | ---------- | -------------- | --------- | ----------------------- | ------------------------- | ---------------------- | ------------------------ | ------- |
| 62    | 3 mars     | @ Dallas       | D 100-104 | Mike Conley, Jr. (30)   | Zach Randolph (10)        | Conley, Jr., Gasol (4) | American Airlines Center | 36 - 26 |
| 63    | 4 mars     | @ Houston      | D 108-123 | Mike Conley, Jr. (23)   | JaMychal Green (10)       | Conley, Jr., Gasol (7) | Toyota Center            | 36 - 27 |
| 64    | 6 mars     | Brooklyn       | D 109-122 | Mike Conley, Jr. (32)   | JaMychal Green (9)        | Mike Conley, Jr. (6)   | FedExForum               | 36 - 28 |
| 65    | 9 mars     | L. A. Clippers | D 98-114  | Marc Gasol (20)         | Zach Randolph (11)        | Marc Gasol (5)         | FedExForum               | 36 - 29 |
| 66    | 11 mars    | Atlanta        | D 90-107  | JaMychal Green (20)     | JaMychal Green (11)       | Mike Conley, Jr. (5)   | FedExForum               | 36 - 30 |
| 67    | 13 mars    | Milwaukee      | V 113-93  | Vince Carter (24)       | Randolph, Gasol (7)       | Mike Conley, Jr. (10)  | FedExForum               | 37 - 30 |
| 68    | 15 mars    | @ Chicago      | V 98-91   | Conley, Jr., Gasol (27) | Conley, Jr., Randolph (9) | Conley, Jr., Gasol (7) | United Center            | 38 - 30 |
| 69    | 16 mars    | @ Atlanta      | V 103-91  | Mike Conley, Jr. (22)   | JaMychal Green (12)       | Mike Conley, Jr. (12)  | Philips Arena            | 39 - 30 |
| 70    | 18 mars    | San Antonio    | V 104-96  | Mike Conley, Jr. (19)   | 3 joueurs (7)             | Marc Gasol (7)         | FedExForum               | 40 - 30 |
| 71    | 21 mars    | @ New Orleans  | D 82-95   | Mike Conley, Jr. (16)   | Zach Randolph (10)        | Carter, Gasol (4)      | Smoothie King Center     | 40 - 31 |
| 72    | 23 mars    | @ San Antonio  | D 90-97   | Mike Conley, Jr. (2)    | Marc Gasol (10)           | Mike Conley, Jr. (6)   | AT&T Center              | 40 - 32 |
| 73    | 26 mars    | @ Golden State | D 94-106  | Mike Conley, Jr. (29)   | Green, Ennis (8)          | Mike Conley, Jr. (6)   | Oracle Arena             | 40 - 33 |
| 74    | 27 mars    | @ Sacramento   | D 90-91   | Mike Conley, Jr. (22)   | Zach Randolph (15)        | Mike Conley, Jr. (9)   | Golden 1 Center          | 40 - 34 |
| 75    | 29 mars    | Indiana        | V 110-97  | Mike Conley, Jr. (36)   | James Ennis (10)          | Mike Conley, Jr. (6)   | FedExForum               | 41 - 34 |
| 76    | 31 mars    | Dallas         | V 99-90   | Mike Conley, Jr. (28)   | Zach Randolph (12)        | Mike Conley, Jr. (6)   | FedExForum               | 42 - 34 |

| Match | Date match | Équipe         | Score        | Meilleur marqueur          | Meilleur rebondeur | Meilleur passeur      | Lieux Spectateurs | Série   |
| ----- | ---------- | -------------- | ------------ | -------------------------- | ------------------ | --------------------- | ----------------- | ------- |
| 77    | 2 avril    | @ L. A. Lakers | D 103-108    | Conley, Jr., Daniels (20)  | Tony Allen (9)     | Mike Conley, Jr. (12) | Staples Center    | 42 - 35 |
| 78    | 4 avril    | @ San Antonio  | D 89-95 (OT) | Mike Conley, Jr. (19)      | Zach Randolph (16) | Marc Gasol (7)        | AT&T Center       | 42 - 36 |
| 79    | 5 avril    | Oklahoma City  | D 100-103    | Marc Gasol (23)            | Zach Randolph (9)  | Marc Gasol (5)        | FedEx Forum       | 42 - 37 |
| 80    | 7 avril    | New York       | V 101-88     | Mike Conley, Jr. (31)      | Marc Gasol (10)    | Mike Conley, Jr. (6)  | FedExForum        | 43 - 37 |
| 81    | 9 avril    | Détroit        | D 90-103     | Mike Conley, Jr. (15)      | JaMychal Green (7) | Gasol, Harrison (5)   | FedExForum        | 43 - 38 |
| 82    | 12 avril   | Dallas         | D 93-100     | Conley, Jr., Randolph (15) | Marc Gasol (8)     | Carter, Gasol (4)     | FedExForum        | 43 - 39 |

## Playoffs
| Playoffs Total: 2-4 (Domicile : 2-1 ; Extérieur : 0-3) |

| Match | Date match | Équipe        | Score          | Meilleur marqueur     | Meilleur rebondeur     | Meilleur passeur     | Lieux Spectateurs | Série |
| ----- | ---------- | ------------- | -------------- | --------------------- | ---------------------- | -------------------- | ----------------- | ----- |
| 1     | 15 avril   | @ San Antonio | D 82-111       | Marc Gasol (32)       | Gasol, Conley, Jr. (5) | Mike Conley, Jr. (7) | AT&T Center       | 0 - 1 |
| 2     | 17 avril   | @ San Antonio | D 82-96        | Mike Conley, Jr. (24) | Zach Randolph (10)     | Mike Conley, Jr. (8) | AT&T Center       | 0 - 2 |
| 3     | 20 avril   | San Antonio   | V 105-94       | Mike Conley, Jr. (24) | Zach Randolph (8)      | Mike Conley, Jr. (8) | FedEx Forum       | 1 - 2 |
| 4     | 22 avril   | San Antonio   | V 110-108 (OT) | Mike Conley, Jr. (35) | Marc Gasol (12)        | Mike Conley, Jr. (8) | FedEx Forum       | 2 - 2 |
| 5     | 25 avril   | @ San Antonio | D 103-116      | Mike Conley, Jr. (26) | Zach Randolph (6)      | Marc Gasol (7)       | AT&T Center       | 2 - 3 |
| 6     | 27 avril   | San Antonio   | D 96-103       | Mike Conley, Jr. (26) | Zach Randolph (11)     | Marc Gasol (6)       | FedEx Forum       | 2 - 4 |

## Confrontations
| Conférence Est      | Conférence Est                               | Conférence Est                               | Conférence Ouest                             | Conférence Ouest                             | Conférence Ouest                             | Conférence Ouest                             | Conférence Ouest                             |
| Division Atlantique | Division Atlantique                          | Division Atlantique                          | Division Nord-Ouest                          | Division Nord-Ouest                          | Division Nord-Ouest                          | Division Nord-Ouest                          | Division Nord-Ouest                          |
| Équipe              | Domicile                                     | Extérieur                                    | Équipe                                       | Domicile                                     | Domicile                                     | Extérieur                                    | Extérieur                                    |
| ------------------- | -------------------------------------------- | -------------------------------------------- | -------------------------------------------- | -------------------------------------------- | -------------------------------------------- | -------------------------------------------- | -------------------------------------------- |
| Boston              | 109-112 (OT)                                 | 103-113                                      | Denver                                       | 108-107                                      |                                              | 119-99                                       | 105-98                                       |
| Brooklyn            | 109-122                                      | 112-103                                      | Minnesota                                    | 102-98                                       | 93-71                                        | 80-116                                       | 107-99                                       |
| New York            | 101-88                                       | 104-111                                      | Oklahoma City                                | 114-80                                       | 100-103                                      | 95-103                                       | 102-114                                      |
| Philadelphie        | 96-91                                        | 104-99 (OT)                                  | Portland                                     | 94-100                                       | 88-86                                        | 109-112                                      |                                              |
| Toronto             | 101-99                                       | 105-120                                      | Utah                                         | 73-82                                        | 88-79                                        | 102-96                                       | 102-95                                       |
|                     | 3–2                                          | 2–3                                          |                                              | 6–3                                          | 6–3                                          | 5–4                                          | 5–4                                          |
| Division            | 5–5                                          | 5–5                                          | Division                                     | 11–7                                         | 11–7                                         | 11–7                                         | 11–7                                         |
| Division Atlantique | Division Atlantique                          | Division Atlantique                          | Division Nord-Ouest                          | Division Nord-Ouest                          | Division Nord-Ouest                          | Division Nord-Ouest                          | Division Nord-Ouest                          |
| Équipe              | Domicile                                     | Extérieur                                    | Équipe                                       | Domicile                                     | Domicile                                     | Extérieur                                    | Extérieur                                    |
| Chicago             | 104-108                                      | 98-91                                        | Golden State                                 | 110-89                                       | 107-122                                      | 128-119 (OT)                                 | 94-106                                       |
| Cleveland           | 93-85                                        | 110-89                                       | L.A. Clippers                                | 88-99                                        | 98-114                                       | 111-107                                      | 106-115                                      |
| Detroit             | 90-103                                       | 98-86                                        | L.A. Lakers                                  | 103-100                                      |                                              | 102-116                                      | 103-108                                      |
| Indiana             | 110-97                                       | 92-102                                       | Phoenix                                      | 110-91                                       | 130-112                                      | 116-95                                       |                                              |
| Milwaukee           | 113-93                                       | 96-106                                       | Sacramento                                   | 92-96                                        | 107-91                                       | 112-98                                       | 90-91                                        |
|                     | 3–2                                          | 2–3                                          |                                              | 5–4                                          | 5–4                                          | 4–5                                          | 4–5                                          |
| Division            | 5–5                                          | 5–5                                          | Division                                     | 9–9                                          | 9–9                                          | 9–9                                          | 9–9                                          |
| Division Atlantique | Division Atlantique                          | Division Atlantique                          | Division Nord-Ouest                          | Division Nord-Ouest                          | Division Nord-Ouest                          | Division Nord-Ouest                          | Division Nord-Ouest                          |
| Équipe              | Domicile                                     | Extérieur                                    | Équipe                                       | Domicile                                     | Domicile                                     | Extérieur                                    | Extérieur                                    |
| Atlanta             | 90-107                                       | 103-91                                       | Dallas                                       | 99-90                                        |                                              | 80-64                                        | 100-104                                      |
| Charlotte           | 85-104                                       | 105-90                                       | Houston                                      | 115-109                                      | 95-119                                       | 110-105                                      | 108-123                                      |
| Miami               | 81-90                                        | 110-107                                      |                                              |                                              |                                              |                                              |                                              |
| Orlando             | 95-94                                        | 102-112                                      | New Orleans                                  | 89-93 (OT)                                   | 91-95                                        | 110-108 (OT2)                                | 82-95                                        |
| Washington          | 112-103 (OT)                                 | 101-104                                      | San Antonio                                  | 89-74                                        | 104-96                                       | 90-97                                        | 89-95 (OT)                                   |
|                     | 2–3                                          | 3–2                                          |                                              | 5–2                                          | 5–2                                          | 3–5                                          | 3–5                                          |
| Division            | 5–5                                          | 5–5                                          | Division                                     | 8–7                                          | 8–7                                          | 8–7                                          | 8–7                                          |
| Conférence          | 15–15 (Domicile : 8–7 ; Extérieur : 7–8)     | 15–15 (Domicile : 8–7 ; Extérieur : 7–8)     | Conférence                                   | 28–23 (Domicile : 16–9 ; Extérieur : 12–14)  | 28–23 (Domicile : 16–9 ; Extérieur : 12–14)  | 28–23 (Domicile : 16–9 ; Extérieur : 12–14)  | 28–23 (Domicile : 16–9 ; Extérieur : 12–14)  |
| Total               | 43–38 (Domicile : 24–16 ; Extérieur : 19–22) | 43–38 (Domicile : 24–16 ; Extérieur : 19–22) | 43–38 (Domicile : 24–16 ; Extérieur : 19–22) | 43–38 (Domicile : 24–16 ; Extérieur : 19–22) | 43–38 (Domicile : 24–16 ; Extérieur : 19–22) | 43–38 (Domicile : 24–16 ; Extérieur : 19–22) | 43–38 (Domicile : 24–16 ; Extérieur : 19–22) |

## Classements
| Conférence Ouest | Conférence Ouest                | Conférence Ouest | Conférence Ouest | Conférence Ouest | Conférence Ouest | Conférence Ouest | Conférence Ouest |
| No               | Franchise                       | Vic.             | Def.             | MJ               | MR               | V/D              | GB               |
| ---------------- | ------------------------------- | ---------------- | ---------------- | ---------------- | ---------------- | ---------------- | ---------------- |
| 1                | Warriors de Golden State        | 67               | 15               | 82               | 0                | .817             | -                |
| 2                | Spurs de San Antonio            | 61               | 21               | 82               | 0                | .744             | 6                |
| 3                | Rockets de Houston              | 55               | 27               | 82               | 0                | .671             | 12               |
| 4                | Clippers de Los Angeles         | 51               | 31               | 82               | 0                | .622             | 16               |
| 5                | Jazz de l'Utah                  | 51               | 31               | 82               | 0                | .622             | 16               |
| 6                | Thunder d'Oklahoma City         | 47               | 35               | 82               | 0                | .573             | 20               |
| 7                | Grizzlies de Memphis            | 43               | 39               | 82               | 0                | .524             | 24               |
| 8                | Trail Blazers de Portland       | 41               | 41               | 82               | 0                | .500             | 26               |
|                  |                                 |                  |                  |                  |                  |                  |                  |
| 9                | Nuggets de Denver               | 40               | 42               | 82               | 0                | .488             | 27               |
| 10               | Pelicans de La Nouvelle-Orléans | 34               | 48               | 82               | 0                | .415             | 33               |
| 11               | Mavericks de Dallas             | 33               | 49               | 82               | 0                | .402             | 34               |
| 12               | Kings de Sacramento             | 32               | 50               | 82               | 0                | .390             | 35               |
| 13               | Timberwolves du Minnesota       | 31               | 51               | 82               | 0                | .378             | 36               |
| 14               | Lakers de Los Angeles           | 26               | 56               | 82               | 0                | .317             | 41               |
| 15               | Suns de Phoenix                 | 24               | 58               | 82               | 0                | .293             | 43               |

| Division Sud-Ouest       | V  | D  | MJ | V/D  | GB | Dom   | Ext   | Div  | Conf  |
| ------------------------ | -- | -- | -- | ---- | -- | ----- | ----- | ---- | ----- |
| Spurs de San Antonio     | 61 | 21 | 82 | .744 | -  | 31-10 | 30-11 | 11-5 | 36-16 |
| Rockets de Houston       | 55 | 27 | 82 | .671 | 6  | 30-11 | 25-16 | 10-6 | 36-16 |
| Grizzlies de Memphis     | 43 | 39 | 82 | .524 | 18 | 24-17 | 19-22 | 8-8  | 28-24 |
| Pelicans de Nlle-Orléans | 34 | 48 | 82 | .415 | 27 | 21-20 | 13-28 | 6-10 | 20-32 |
| Mavericks de Dallas      | 33 | 49 | 82 | .402 | 28 | 21-20 | 12-29 | 5-11 | 19-33 |

## Effectif actuel
| Grizzlies de Memphis Effectif actuel |    |                        |                  |                  |
| Entraîneur : David Fizdale           |    |                        |                  |                  |
| Arrière                              | 9  | Drapeau des États-Unis | Tony Allen       | Oklahoma State   |
| Meneur                               | 4  | Drapeau des États-Unis | Wade Baldwin IV  | Vanderbilt       |
| Arrière, Ailier                      | 15 | Drapeau des États-Unis | Vince Carter     | North Carolina   |
| Meneur                               | 11 | Drapeau des États-Unis | Mike Conley, Jr. | Ohio State       |
| Arrière                              | 30 | Drapeau des États-Unis | Troy Daniels     | VCU              |
| Ailier fort                          | 23 | Drapeau des États-Unis | Deyonta Davis    | Michigan State   |
| Ailier                               | 8  | Drapeau des États-Unis | James Ennis      | Long Beach State |
| Pivot                                | 33 | Drapeau de l'Espagne   | Marc Gasol (C)   | Lausanne CS (TN) |
| Ailier, Ailier fort                  | 0  | Drapeau des États-Unis | JaMychal Green   | Alabama          |
| Meneur                               | 5  | Drapeau des États-Unis | Andrew Harrison  | Kentucky         |
| Ailier fort                          | 1  | Drapeau des États-Unis | Jarell Martin    | Louisiane        |
| Ailier                               | 25 | Drapeau des États-Unis | Chandler Parsons | Floride          |
| Ailier fort                          | 50 | Drapeau des États-Unis | Zach Randolph    | Michigan State   |
| Ailier                               | 10 | Drapeau des États-Unis | Troy Williams    | Indiana          |
| Ailier fort, Pivot                   | 34 | Drapeau des États-Unis | Brandan Wright   | Caroline du Nord |
| Meneur                               | 16 | Drapeau des États-Unis | Toney Douglas    | Florida State    |
| (C) Capitaine - Blessé               |    |                        |                  |                  |

## Contrats et salaires 2016-2017
| Joueur           | Poste          | Âge            | Exp            | Contrat                 | Salaire 2015-2016 | Fin du contrat |
| ---------------- | -------------- | -------------- | -------------- | ----------------------- | ----------------- | -------------- |
| Joueurs actuels  |                |                |                |                         |                   |                |
| Tony Allen       | SG             | 34             | 12             | 20 000 001 $ sur 4 ans  | 5 505 618 $       | 2017           |
| Wade Baldwin IV  | PG             | 20             | 0              | 3 668 160 $ sur 2 ans   | 1 793 760 $       | 2020           |
| Vince Carter     | SG             | 39             | 18             | 12 264 057 $ sur 3 ans  | 4 264 057 $*      | 2017           |
| Mike Conley, Jr. | PG             | 29             | 9              | 152 605 576 $ sur 5 ans | 26 540 100 $      | 2021           |
| Troy Daniels     | SG             | 25             | 3              | 10 000 009 $ sur 3 ans  | 3 332 940 $       | 2019           |
| Deyonta Davis    | PF             | 19             | 0              | 3 922 842 $ sur 3 ans   | 1 369 229 $       | 2019           |
| James Ennis      | SF             | 26             | 2              | 5 926 410 $ sur 2 ans   | 2 898 000 $       | 2018           |
| Marc Gasol       | C              | 31             | 8              | 113 211 750 $ sur 5 ans | 21 165 675 $      | 2020           |
| JaMychal Green   | PF             | 26             | 2              | 1 959 785 $ sur 3 ans   | 980,431 $*        | 2017           |
| Andrew Harrison  | PG             | 22             | 0              | 2 982 807 $ sur 3 ans   | 945,000 $         | 2019           |
| Jarell Martin    | PF             | 22             | 1              | 3 858 600 $ sur 2 ans   | 1 286 160 $       | 2019           |
| Chandler Parsons | SF             | 28             | 5              | 94 438 523 $ sur 4 ans  | 22 116 750 $      | 2020           |
| Zach Randolph    | PF             | 35             | 15             | 20 000 000 $ sur 2 ans  | 10 361 445 $      | 2017 $         |
| Troy Williams    | SF             | 21             | 0              | 1 448 720 $ sur 2 ans   | 543,471 $**       | 2018           |
| Brandan Wright   | PF             | 29             | 8              | 17 129 640 $ sur 3 ans  | 5 709 880 $       | 2018           |
| Total salaire    | Total salaire  | Total salaire  | Total salaire  | Total salaire           | 108 812 516 $     | -              |
| Joueurs coupés   | Joueurs coupés | Joueurs coupés | Joueurs coupés | Joueurs coupés          | 1 694 876 $       | -              |
|                  |                |                |                |                         |                   |                |
| Total            | Total          | Total          | Total          | Total                   | 110 507 392 $     | Différence     |
| Salary Cap       | Salary Cap     | Salary Cap     | Salary Cap     | Salary Cap              | 94 143 000 $      | - 16 364 392 $ |
| Luxury Tax       | Luxury Tax     | Luxury Tax     | Luxury Tax     | Luxury Tax              | 113 287 000 $     | 2 779 608 $    |

- 2017 = Joueur agent libre en fin de saison.
- 2017 = Joueur agent libre restreint en fin de saison.
- 2017 $ = Joueur ayant signé un nouveau contrat en fin de saison.
- *Contrat non garanti.
- **Contrat partiellement garanti.

## Transferts

### Échanges
| Juin            | Juin                                                          | Juin | Juin                   |
| --------------- | ------------------------------------------------------------- | --- | ---------------------- |
| 23 juin 2016    | Échange à deux équipes                                        | Échange à deux équipes | Échange à deux équipes |
| 23 juin 2016    | Vers Celtics de Boston - Premier tour de draft 2019 (protégé) | Vers Grizzlies de Memphis - Droits sur le 31e choix de la Draft 2016 : Deyonta Davis - Droits sur le 35e choix de la Draft 2016 : Rade Zagorac | [ 2 ]                  |
| Juillet         |                                                               | |                        |
| 12 juillet 2016 | Échange à deux équipes                                        | Échange à deux équipes | Échange à deux équipes |
| 12 juillet 2016 | Vers Grizzlies de Memphis - Troy Daniels (Sign and trade)     | Vers Hornets de Charlotte - Compensation financière                                                                                            | [ 3 ]                  |

### Joueurs qui re-signent
| Joueur           | Contrat                            | Référence |
| ---------------- | ---------------------------------- | --------- |
| Mike Conley, Jr. | Contrat de 152 600 000 $ sur 5 ans | [ 4 ]     |

#### Options joueur et équipe
| Joueur           | Option                                                                                              |
| ---------------- | --------------------------------------------------------------------------------------------------- |
| Nick Calathes    | Memphis retire sa Qualifying Offer et devient agent libre.                                          |
| Lance Stephenson | Memphis décline son option d'équipe de 9 410 000 $ pour la saison 2016-2017 et devient agent libre. |

### Arrivés
| Joueur                                 | Contrat                           | Provenance                      | Référence |
| -------------------------------------- | --------------------------------- | ------------------------------- | --------- |
| Wade Baldwin IV (Draft 2016, choix 17) | Contrat de 3 670 000 $ sur 2 ans  | Commodores de Vanderbilt        | [ 5 ]     |
| Deyonta Davis (Draft 2016, choix 31)   | Contrat de 4 000 000 $ sur 3 ans  | Spartans de Michigan State      | [ 6 ]     |
| James Ennis                            | Contrat de 5 900 000 $ sur 2 ans  | Pelicans de La Nouvelle-Orléans | [ 7 ]     |
| Chandler Parsons                       | Contrat de 94 500 000 $ sur 4 ans | Mavericks de Dallas             | [ 8 ]     |
| Tony Wroten (claimed off waivers)      | Contrat de 1 050 000 $ sur 1 an   | Knicks de New York              | [ 9 ]     |

### Départs
| Joueur      | Raison départ | Nouvelle équipe ¹   | Référence |
| ----------- | ------------- | ------------------- | --------- |
| Matt Barnes | Agent libre   | Kings de Sacramento | [ 10 ]    |
| Tony Wroten | Libéré        | -                   | [ 11 ]    |

¹ Il s'agit de l’équipe pour laquelle le joueur a signé après son départ, il a pu entre-temps changer d'équipe ou encore de pays.